# 延基韦湖
延基韦湖（西班牙語：Lago Llanquihue，西班牙語發音：[ʝanˈkiwe] ⓘ）也叫兰奇胡亚湖，位于智利南部湖大区境内，东隔奥索尔诺火山与托多斯洛斯桑托斯湖相邻。湖泊面积860平方公里，是智利第二大湖泊（仅次于卡雷拉将军湖）。湖泊西岸为农田，东岸为安第斯山麓。湖泊风景秀丽，湖滨城镇巴拉斯港、延基韦、奥克泰港等都是著名的度假胜地。湖水通过西南岸的毛林河流入太平洋。